# Bukovinka (přírodní památka)
Bukovinka je přírodní památka v katastrálním území města Ružomberok v okrese Ružomberok v Žilinském kraji na Slovensku. Území bylo vyhlášeno v roce 1980 a jeho rozloha je 1,8 hektaru. Předmětem ochrany je geologická a geomorfologická lokalita recentní tvorby travertinu s výskytem botanicky významných druhů rostlin.